# Histonium
Histonium (Ἱστόνιον, Histónion in greco antico) era un'antica città del popolo italico dei Frentani, corrispondente all'odierna Vasto, noto in quanto sito archeologico italiano.

## Storia
Histonium, secondo la tradizione mitica, viene fatta fondare da Diomede, il condottiero greco, esule dopo la guerra di Troia. I coloni greci furono indotti a stabilirsi in loco per via dell'industria ed il commercio della lana. Dal punto di vista storico e archeologico Vasto rientrava nel comparto etnico-territoriale dei Frentani, popolazione italica che occupava gran parte dell'attuale costa abruzzese meridionale. In seguito alla conquista romana (305 a.C.) il centro frentano si dotò di vari edifici pubblici, in parte ancora visibili oggi. Nel 91 a.C. il popolo di Histonium, insieme a tutti i popoli italici prende parte alla confederazione dei popoli italici per ottenere il titolo di municipio. Fabio Massimo fece restaurare il campidoglio. La città fu devastata da Silla nella lotta contro Massimo. La città fu ricostruita e, nel 117 venne inserita nella regio del Sannio. In seguito la città man mano perse d'importanza e decadde. I vari edifici romani furono saccheggiati durante le invasioni barbariche subendone anche le lotte che si susseguirono fino in epoca feudale.

### Punta Penna
In località Punta Penna esisteva un villaggio di epoca italica probabilmente identificabile con la mai localizzata città frentana di Buca.

## Il sito archeologico

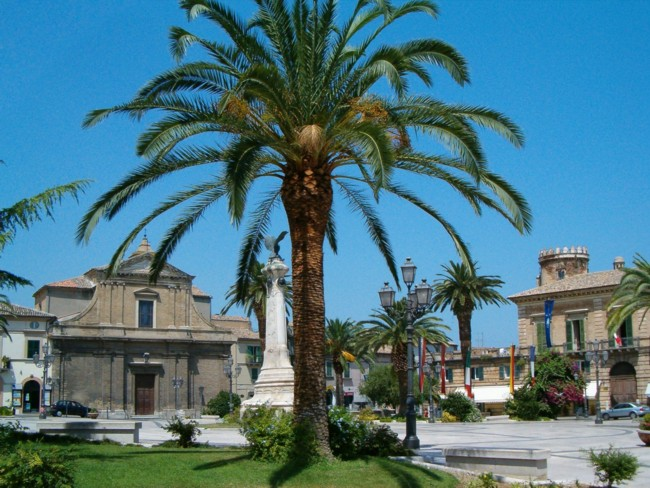
Veduta di Piazza Gabriele Rossetti da via Cavour, si nota ancora l'aspetto ellittico, dove si trovava l'anfiteatro romano, interrato nel corso dei secoli dai fenomeni naturali, e poi divenuta nel Medioevo l'area della fiera, e del castello Caldoresco

- La Piazza Rossetti conserva la forma ellissoidale dell'anfiteatro. L'anfiteatro fu costruito tra la fine del I secolo e la metà del II secolo d.C. Alcuni resti dell'edificio sono tuttavia visibili, trattasi di resti in opus reticolatum inglobati nei sotterranei del castello di Vasto ed in parte nelle mura che si affacciano nel lato orientale della piazza stessa, ma vi sono anche altri tratti dell'anfiteatro presso la Torre di Bassano e in un negozio della piazza. I resti visibili sono parte dell'ingresso e parte del perimetro ellissoidale dell'anfiteatro.[3]
- In via Cavour sono presenti i ruderi delle cisterne di Santa Chiara realizzate in opus signinum. Le cisterne erano alimentate dall'acquedotto delle Luci. Le cisterne erano degli ambienti rettangolari con volta a botte comunicanti tra loro mediante arcate.[3]
- In Via Adriatica vi sono le terme risalenti al II secolo d.C. suddiviso in tre livelli. Il restauro che ha interessato le terme a partire dal 1994 ha visto ricollocare in situ un mosaico riportato alla luce nel 1974. Il mosaico ha per tema raffigurazioni marine tra cui Nettuno col tridente. Gli scavi del 1997 hanno riportato alla luce quattro ambienti destinati ad essere riscaldati ed il praefurnium una sorta di fornace che riscaldava alcuni locali presso l'ingresso.[3][4][5]
- Presso l'ospedale si trovano alcuni resti murari di un edificio della fine del I-metà del II secolo d.C.[3]
- In Via V. Laccetti vi sono delle Piccole Cisterne.[3]
- Presso Via S. e F. Ciccarone vi è un rudere archeologico denominato cappella della Madonna del Soccorso. Da questo luogo proviene la lastra funeraria di Gaio Osidio Veterano (Caius Hosidius Veteranus) ora posta nel museo archeologico di Vasto. Il sito venne trasformato nel 1442 in carcere ed in seguito, nel 1614, nella cappella di Santa Maria del Soccorso. Nel 1794 risulta abbandonata. Nel 1817 la porta viene murata, indi, mediante un'apertura sulla volta viene usata come tumulazione per neonati non battezzati ed impenitenti. L'esterno ha una muratura in calcestruzzo di manifattura romana. L'interno con volta a botte presenta un'intonacatura e pavimentazione moderne.
- In Via Antonio Bosco 16 vi è un tempietto romano. Il piccolo tempio è stato scoperto nel 1975 in seguito a lavori ai palazzi ai civici 6 e 16 della stessa via. Il tempio ha una forma a V con il vertice rivolto ad ovest. I lati a sud ed a nord misurano rispettivamente 4,90 e 4,30 metri, il primo lato ha un basamento di 25 centimetri ed una cortina di 10 centimetri, mentre il secondo ha il basamento e la cortina 10-50 centimetri. I muri interni ed esterni sono realizzati in cortina laterizia con mattoni misuranti 25 centimetri di lunghezza circa, 15 centimetri di profondità e 3 centimetri di altezza. Tali mattoni hanno una colorazione che spazia da un rosso vivace all'ocra. I muri hanno una stuccatura di 2 millimetri di spessore realizzata mediante della malta ed incisa mediante legno duro o ferro e talvolta osso. L'incisione così prodotta sembra essere indiretta. La cortina laterizia interna è una "cortina povera" con una stuccatura tra i mattoni che arriva a circa 5-6 millimetri. Il basamento dell'edificio presenta l'alternarsi di due plinti poco sfalsati e due cornici con forma di toro la prima e la seconda.

### Urbanistica dell'antico Histonium

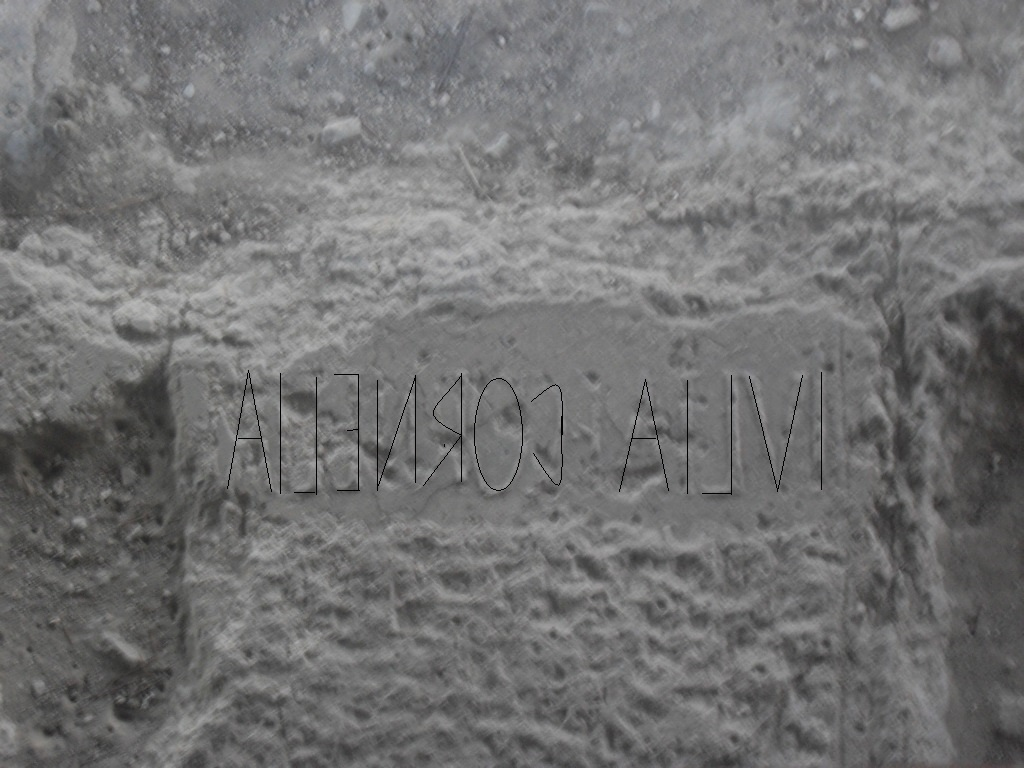
Testo epigrafico dedicato a tal Iulia Cornelia, dalle terme romane di Vasto

La configurazione urbanistica di Vasto, ancorata ai sistemi di edificazione romanici e medievali, in prevalenza nell'agglomerato del centro storico, è il processo di una riedificazione della città sulle rovine di quella romana di Histonium, almeno per una larga porzione della parte storica, detta Guasto d'Aimone (o rione San Pietro). Come concezione urbanistica, Vasto risale al periodo romano della conquista del I secolo a.C., quando divenne municipium con la denominazione che conosciamo, vantava un Campidoglio, numerosi templi dedicate alle divinità romane, eretto sopra i preesistenti italici dei Frentani, edifici pubblici e privati di notevole importanza, inclusi l'anfiteatro e le terme.
Man mano che le civiltà si sono avvicendate, la conformazione urbanistica, legata alla naturale espansione demografica e sociale, non subì sensibili mutamenti, ancorata ai vecchi schemi del periodo medioevale. Si parla dell'epoca dell'XI-XIV secolo, quando Vasto ebbe un riassetto urbanistico con la costruzione del rione Guasto Gisone, ossia la parte attorno alla chiesa collegiata di Santa Maria Maggiore, con la Loggia Amblingh, e la porzione convessa volta su Piazza G. Rossetti. Le costruzioni dei cittadini più facoltosi erano sistemate dentro la cerchia muraria completata nel primo trentennio del '400 durante il governo di Jacopo Caldora, che ristrutturò ampiamente anche il castello. Al di fuori delle mura stavano le abitazioni povere dei contadini, ancora oggi è possibile vedere una netta divisione di stile leggendo la toponomastica della città, visibile soprattutto nei tratti del Corso Garibaldi, via Roma, via Vittorio Veneto, via Giulia, via Naumachia, via Francesco Crispi e via Istonia.

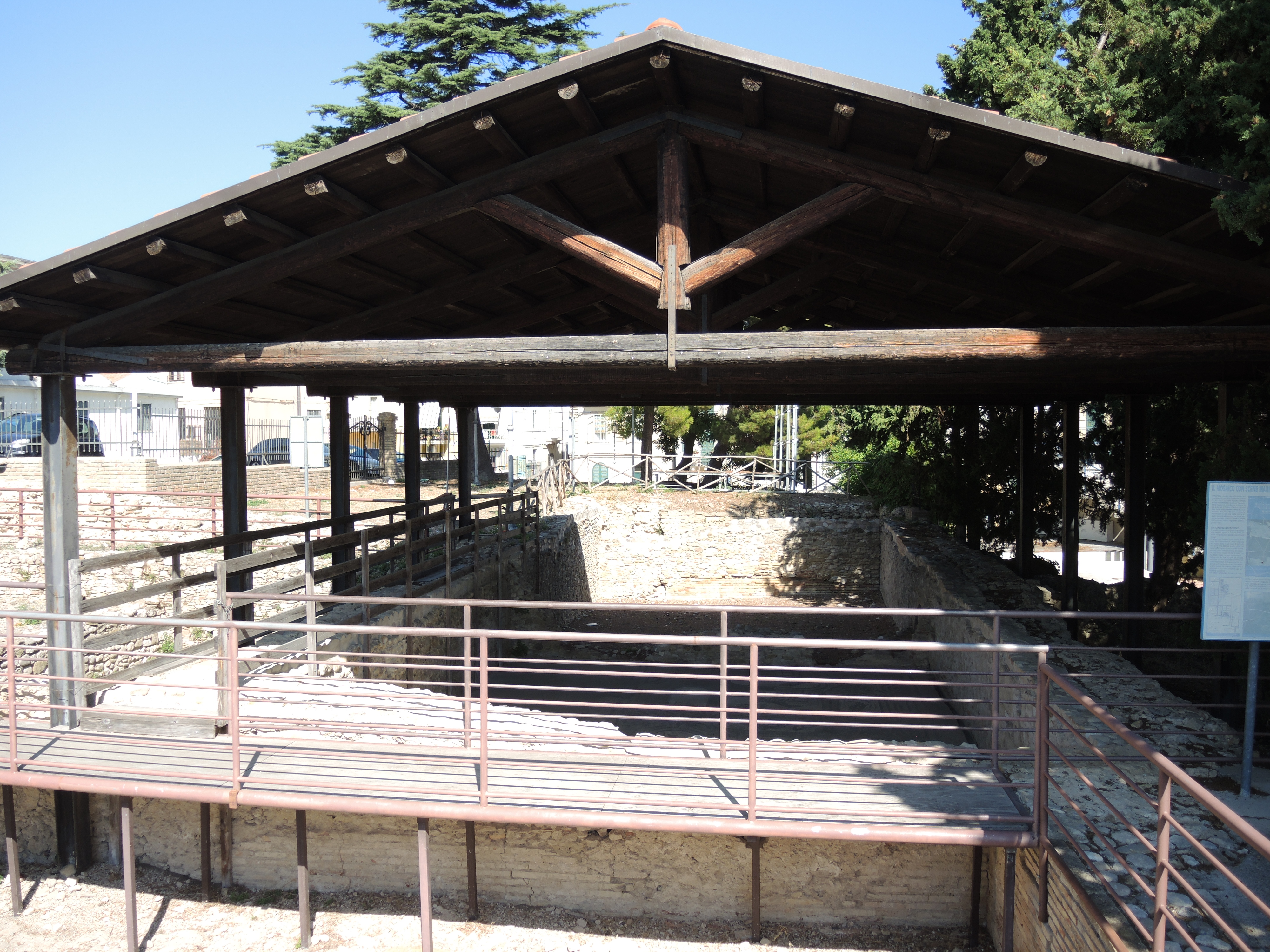
Terme di Vasto, via Adriatica

Gli agglomerati urbani nel Medioevo sorgevano attorno a qualche edificio di notevole portata, come una chiesa parrocchia (a Vasto si hanno gli esempi di chiesa-fortezza di Santa Maria Maggiore e San Pietro, dove si rifugiavano i civili durante le incursioni via terra e via mare), oppure un castello. Il caratteristico borgo, singolare nella sua conformazione, sorto all'interno dell'area di Santa Maria Maggiore, costituisce forse il classico esempio di tale schema. Al centro la torre maestra del campanile, detta "Battaglia", cioè il nucleo difensivo, sulla quale venne innalzata la cella campanaria, e poi le tre navate della chiesa (XVIII secolo); all'intorno un dedalo di piccole vie con sviluppo circolare (via Santa Maria Maggiore, via Giosia, via Tiziano, via Tripoli, via Lupacchino, via San Gaetanello, Piazza Mattioli, Porta Catena, Loggia Amblingh), strettoie varie, delimitate da costruzioni, non superiori a tre piani, sorte a seconda delle esigenze demografiche.
Con l'espansione edilizia, nella prima metà del XIV secolo si ebbe la fusione dei due "Guasti" in un solo comune; a determinare il confine dei due borghi della vecchia Histonium a settentrione legata al Gastaldo d'Aimone (che prese poi il nome del "Vasto"), c'era la via Corsea, oggi Corso De Parma. Definito l'assetto tipico del quartiere di Gisone, quello più grande che sorge sulla città romana è il più interessante, dove a partire dagli anni '50 sono riaffiorati parecchi reperti archeologici: l'area risulta compresa in linea di massima, tra via Roma (fuori Porta Nuova) a nord, e via Barbarotta a sud, dentro la cui area si snoda quattro file di due isolati rettangolari che si sviluppano su strade perfettamente ortogonali, con i lati più corti localizzati sugli assi delle strade trasversali. Si notano due altri fila di isolati con lati corti dislocati sugli assi delle strade longitudinali, con delimitazioni tra via Marchesani fino al vecchio muro delle Lame (attuale via Adriatica).
Nella prima parte si riscontra il tipico esempio dell'urbanistica romana detta "per scanna", con tecnica costruttiva allungata con i lati corti in corrispondenza degli assi trasversali, che costituiscono i cosiddetti cardi. Infatti il Corso Palizzi è considerato il cardo maximus, e il Corso Dante il decumanus maximus, mentre altri cardi sono costituiti da Corso Plebiscito e di via Adriatica. I decumani minori sono via Anelli, via San Teodoro, via San Francesco d'Assisi, via Laccetti, via Lago.

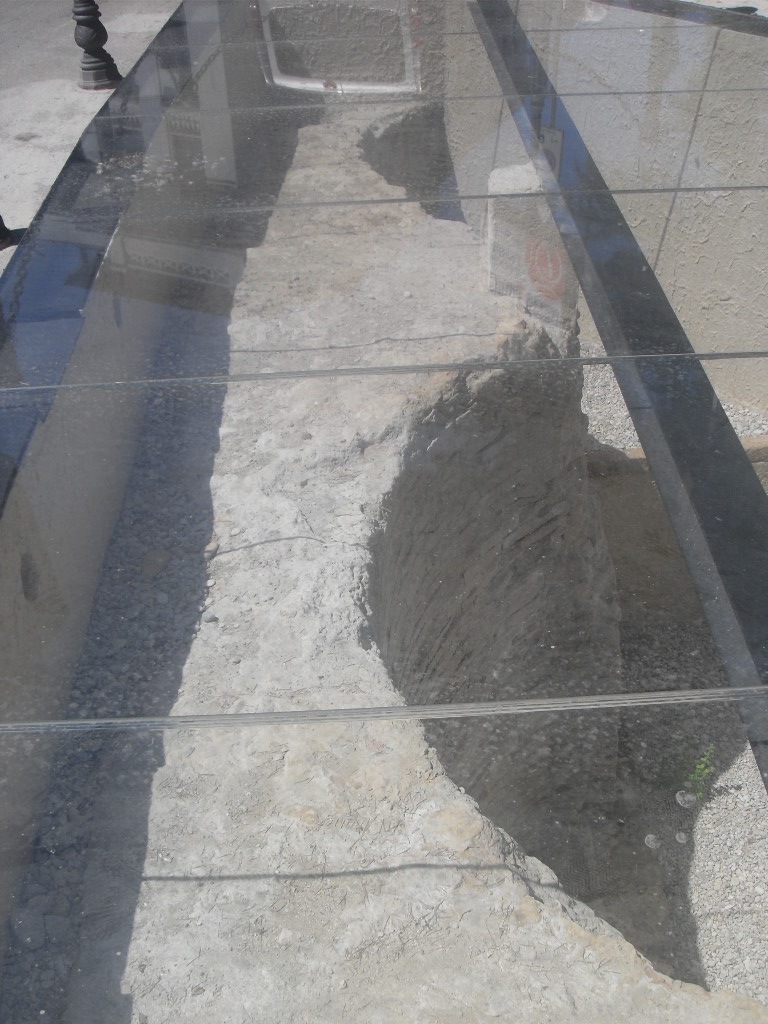
Porzione allo scoperto dell'anfiteatro romano, in Piazza Rossetti, zona d'imbocco di via Cavour

C'è poi una seconda traccia di isolati che la caratteristica costruttiva, detta "per strigas", con i lati corti degli isolati attestati sui decumani, il cui raccordo è costituito dall'asse longitudinale di via Laccetti-via Lago, il decumano. I cardi di quest'area sono le vie San Pietro, via Osidia, via Beniamino Laccetti, via Pampani, via Marchesani, mentre i decumani sono via Valerico Laccetti, via Barbarotta. I lati realizzati per strigas sono abbastanza conservati, gli altri nella zona orientale nel corso dei secoli hanno subito notevoli modifiche. Il gruppo di via comprese tra via Roma, via Crispi e via Roma nord, strada Barbarotta sud, Corso Plebiscito-via Marchesani-via Sant'Antonio-via San Pietro, risalgono per il tracciato all'epoca romana (I secolo a.C. - I secolo d.C.), le scoperte archeologiche hanno infatti rivelato la pavimentazione originaria sotto gran parte lo strato di calpestio delle singole case, specialmente nell'area di San Pietro.
Nella zona del Muro delle Lame, teatro di varie scoperte, anche dopo la tragica frana del 1956 che inghiottì una consistente porzione del quartiere, ci fu l'affioramento della parte stradale della Via Frentana-Traianea, di un pavimento a mosaico di grande valore, e delle fondamenta dell'edificio termale presso l'ex convento di San Francesco. Nella parte di via Anelli, all'altezza della Scuola d'Arte, è ancora visibile un muro di 20 metri risalente all'epoca romana, nella facciata di una casa civile; in via Pampani nel 1854 venne estratto un pavimento musivo, lungo via Santa Maria Maggiore sono visibili tracce di antiche fondazioni, che corrispondono all'anfiteatro di Piazza Rossetti, in via Tagliamento affiorano resti di un muro in opus caementitia. In via B. Laccetti la chiesetta della Trinità poggia su fondamenta di un'abitazione romana, con visibili resti sulla destra.
L'antica Histonium andava fiera dei suoi monumenti, di cui si ha notizia dell'anfiteatro romano in Piazza Rossetti, (di cui una porzione è visibile sotto teca di vetro allo sbocco di via Cavour sulla piazza) fuori dal perimetro urbano, realizzato in opus cementizia: misurava circa 225 piedi (67 m ca.) di lunghezza per 210 (62 m) di larghezza. Gli edifici situati nella parte nord-est della piazza sorgono a forma ellittica, presso la Torre di Bassano, segno che dopo la caduta di Roma, l'anfiteatro fu smantellato per ricavarci materiale di costruzione di nuove case, se si tiene conto che il vicino Castello Caldoresco era collegato con la cinta di difesa al torrione cilindrico di Bassano, per costruire un baluardo contro le scorrerie dei turchi, che spesso sbarcati alla Marina, risalivano il pendio della cappella di Santa Maria della Catena per saccheggiare la città, benché i cittadini fossero messi al corrente del pericolo abbastanza prima, grazie alla Torre Battaglia della chiesa di Santa Maria. La presenza vicino alla piazza di tal via Naumachia, a fianco della chiesa dell'Addolorata, ha fatto ipotizzare che l'anfiteatro fosse stato usato anche per le celebri battaglie navali, inscenate anche a Roma. Un'alluvione avvenuta nel tardo impero romano ricoperse l'anfiteatro di fango, determinando di fatto l'abbandono; l'ipotesi sul fatto che l'anfiteatro fosse usato anche per questi spettacoli è fornita dalla presenza degli acquedotti di alimentazione idrica: nel 1614 furono rinvenute in via Lago delle condotte, che si dirigevano verso le chiese di San Giovanni dei Templari e di San Pietro (il Murello), l'acquedotto delle Luci invece era già disseccato, e servì per i mulini dell'Angrella, in quanto le acque giacevano copiose nel vallone dopo aver servito i bisogni della popolazione, e dopo aver alimentato la fontana di Porta Palazzo, Porta Castello e della Piazza.
Questo acquedotto fu usato dai vastesi sino alla costruzione del moderno acquedotto del Sinello nel 1926, successivamente il percorso venne dirottato verso una fontana di via Tre Segni sotto la villa comunale, dove c'era una forte pressione; oggi la condotta è disseccata per mancata manutenzione già dai secoli XVII-XVIII secolo, e forse per la dispersione delle acque e per le infiltrazioni nel terreno poroso del centro storico, avvennero a Vasto varie frane, anche importanti, di cui l'ultima catastrofica del 1956.
Histonium era dotata anche di templi, di cui si ha riferimento da antichi documenti, riordinati dallo storico Luigi Marchesani: quello dedicato al dio Elio si trovava presso la chiesa di Sant'Antonio di Padova, sopra cui oggi poggia la cappella della Madonna delle Grazie, quello della dea Cerere si trovava nell'area dove venne eretta la chiesa collegiata di San Pietro, il tempio di Giove Delicheno o Ammone sorgeva presso Piazza del Popolo, insieme al vicino tempio di Bacco. In località Selvotta si trovava il tempio di Ercole, con la lapide conservata nel Museo archeologico del Palazzo d'Avalos.
Altre testimonianze epigrafiche sono conservate nel Palazzo d'Avalos, insieme a sculture come il busto in marmo con basamento, che componeva la scultura del poeta vastese Lucio Valerio Pudente, un busto acefalo di donna, diverse statue e lucerne in terracotta, idoli in bronzo. 
Infatti dalle lapidi di ha la testimonianza dei politici e dei magistrati che avevano ottenuto privilegi da Roma, come Caio Hosidio Geta, che nel 43 d.C. fu legato dell'Imperatore Claudio, al comando dell'esercito romano, sbaragliando i nemici in Inghilterra; divenne console e ricevette le insegne del trionfo a carico dell'impero, testimonianza se ne ha dai resti del monumento pedestre che gli venne dedicato a Histonium. Poi vi fu Publio Paquio Sceva, questore e giudice, pretore dell'erario e proconsole di Cipro. Il suo sepolcro si conserva nel museo del Palazzo d'Avalos, con la sua sepoltura e della moglie Flavia; poi Marco Bebio che fu edile della città, e questore e sacerdote, nominato dall'imperatore Tito Flavio Vespasiano. Alla sua morte gli histoniensi gli eressero una statua, di cui si conservano elementi nei musi civici.
Il personaggio di maggiore spicco fu il poeta decorato d'alloro al Campidoglio (106 d.C.), Lucio Valerio Pudente, nominato da Antonino Pio procuratore delle imposte a Isernia. Le famiglie maggiori di Histonium erano i Didia, gli Helvidia e i Vibia. 

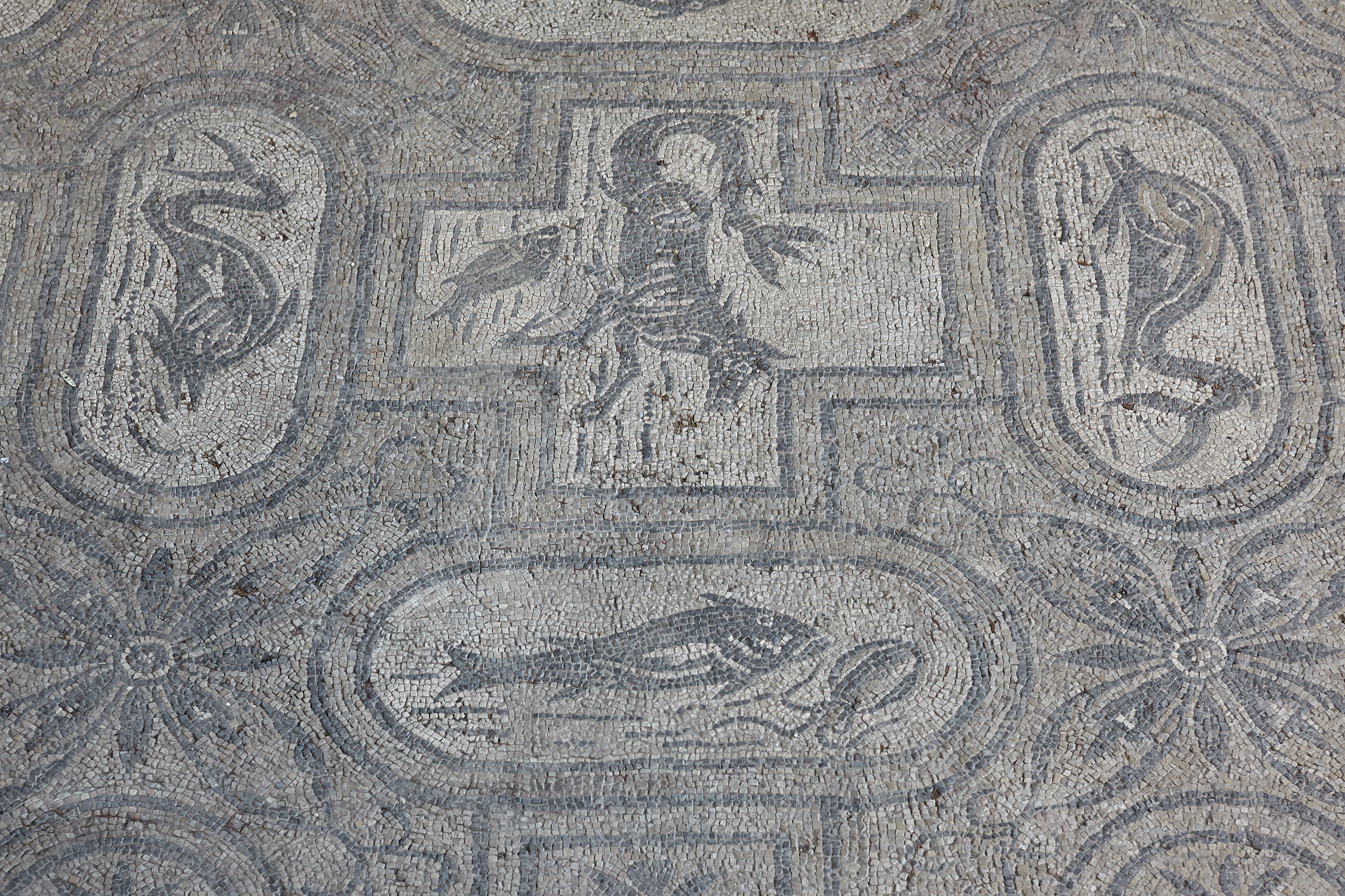
Pavimento musivo delle terme, con i motivi dei mostri marini

Di Histonium si trovano tracce anche di necropoli: la più grande risalente all'epoca italica (V-II sec a.C.) si trovava lungo viale Incoronata, le sepolture erano allineate lungo la via del tratturo che collegava le città di Egnazia, Anxanum, Ortona, Larinum, Cliternia; in corrispondenza della città, le tombe si dispongono lungo i lati nord e ovest, e una via lastricata che forse scendeva al mare presso la chiesa della Madonna delle Grazie, si scoprirono due tratti che racchiudevano l'area di un grande cimitero.
La prima parte comprende via Crispi e via Roma sud, il vallone San Sebastiano ad ovest e la chiesa della Madonna delle Grazie ad est, con tombe a tegoloni, pavimento musivi, in opus spicatum e cementizia, con rivestimento in opus reticulatum; dal vallone di San Sebastiano le tombe perdono l'orientamento est-ovest per assumere uno a nord-sud, proseguendo in Piazza Diamante, scendendo a sud sino a Piazza Barbacani, dove si hanno i ritrovamenti maggiori. La forma tipica di sepoltura è l'inumazione, mentre l'incinerazione seppur presente, è assai rara, la tipologia di costruzione dei sepolcri è a tegoloni, con copertura a cappuccina, ma ce ne dovevano essere di altri tipi, come testimonia il sarcofago monumentale di P. Paquius Sceva, che implica una tomba di notevoli proporzioni. Di queste tombe, molti ritrovamenti sono stati fatti nell'area di Santa Maria del Soccorso, dove si trova una cappella, con pavimenti musivi rinvenuti fuori dall'abitato, coincidendo nell'area della Madonna delle Grazie, e in quelli in opus spicatum presso la stessa area, e nei nuclei sepolcrali rinvenuti nell'area conventuale di Santa Lucia, fuori Vasto.
Alcune lapidi, tra le meglio leggibili, riportano, nella traduzione: di Faustina, vissuta 15 anni / di Caio Figellio Frontone vissuto 9 anni otto mesi e due giorni (presso la chiesa di Santa Maria Maggiore / di Tito Giulio Hilari Pudente (presso la raccolta dei baroni Genova Rulli) / di Mevia Vittoria dedicata alla sorella Cassandra (rinvenuta in Piazza Barbacani).